# Campeonato da Europa de Atletismo de 2022 - 10000 m masculino
A prova dos 10000 metros masculino do Campeonato da Europa de Atletismo de 2022 foi disputada no dia 21 de agosto de 2022, no Estádio Olímpico de Munique, em Munique na Alemanha. 

## Recordes
Antes desta competição, os recordes mundiais e do campeonato nesta prova eram os seguintes:
|                       | Nome             | Nacionalidade | Tempo      | Local    | Data                 |
| --------------------- | ---------------- | ------------- | ---------- | -------- | -------------------- |
| Recorde mundial       | Joshua Cheptegei | Uganda        | 26m 11s 00 | Valência | 7 de outubro de 2020 |
| Recorde europeu       | Mo Farah         | Reino Unido   | 26m 46s 57 | Eugene   | 3 de junho de 2011   |
| Recorde do campeonato | Martti Vainio    | Finlândia     | 27m 30s 99 | Praga    | 29 de agosto de 1978 |

## Medalhistas
| Ouro                      | Prata                    | Bronze            |
| Yemaneberhan Crippa (ITA) | Zerei Kbrom Mezngi (NOR) | Yann Schrub (FRA) |

## Cronograma
Todos os horários são locais (UTC+2).
| Data         | Hora  | Evento |
| ------------ | ----- | ------ |
| 21 de agosto | 20:00 | Final  |

## Resultado final
A final ocorreu no dia 21 de agosto às 20:00.
| Posição           | Atleta                        | Nacionalidade      | Tempo    | Notas                |
| ----------------- | ----------------------------- | ------------------ | -------- | -------------------- |
| Medalha de ouro   | Yemaneberhan Crippa           | Itália             | 27:46.13 |                      |
| Medalha de prata  | Zerei Kbrom Mezngi            | Noruega            | 27:46.94 | Recorde pessoal      |
| Medalha de bronze | Yann Schrub                   | França             | 27:47.13 | Recorde pessoal      |
| 4                 | Jimmy Gressier                | França             | 27:49.84 |                      |
| 5                 | Pietro Riva                   | Itália             | 27:50.51 | Recorde pessoal      |
| 6                 | Efrem Gidey                   | Irlanda            | 27:59.22 | Recorde pessoal      |
| 7                 | Magnus Tuv Myhre              | Noruega            | 28:02.18 | Recorde pessoal      |
| 8                 | Nils Voigt                    | Alemanha           | 28:02.19 |                      |
| 9                 | Samuel Fitwi Sibhatu          | Alemanha           | 28:03.92 | Recorde pessoal      |
| 10                | Tadesse Getahon               | Israel             | 28:04.37 | Recorde pessoal      |
| 11                | Emile Cairess                 | Reino Unido        | 28:07.37 |                      |
| 12                | Marc Scott                    | Reino Unido        | 28:07.72 | Recorde da temporada |
| 13                | Simon Debognies               | Bélgica            | 28:08.60 |                      |
| 14                | Roberto Aláiz                 | Espanha            | 28:14.86 |                      |
| 15                | Yoann Kowal                   | França             | 28:17.39 |                      |
| 16                | Aras Kaya                     | Turquia            | 28:23.77 |                      |
| 17                | Juan Antonio Pérez            | Espanha            | 28:38.21 |                      |
| 18                | Hiko Tonosa Haso              | Irlanda            | 28:38.82 |                      |
| 19                | Filimon Abraham               | Alemanha           | 28:53.54 |                      |
| 20                | Bjørnar Sandnes Lillefosse    | Noruega            | 28:59.67 |                      |
| 21                | Michael Somers                | Bélgica            | 29:10.13 |                      |
| 22                | Andreas Vojta                 | Áustria            | 29:56.71 |                      |
| 23                | Isaac Kimeli                  | Bélgica            | DNF      | DNF                  |
| 23                | Sam Atkin                     | Reino Unido        | DNF      | DNF                  |
| 23                | Samuel Barata                 | Portugal           | DNF      | DNF                  |
| 23                | Jamal Abdelmaji Eisa Mohammed | Atletas Refugiados | DNF      | DNF                  |

Legenda
| Recorde mundial       | Recorde mundial (World record)               |                       | Recorde africano                      | Recorde africano (African) |                                           | Q | Classificado por posição (Qualified) |
| Recorde do campeonato | Recorde do campeonato (Championship record)  | Recorde da América    | Recorde da América (Americas)         | q                          | Classificado por melhor tempo (Qualified) |   |                                      |
| Melhor marca do ano   | Melhor marca do ano (World leading)          | Recorde asiático      | Recorde asiático (Asian)              | DNS                        | Não largou (Did not start)                |   |                                      |
| Recorde nacional      | Recorde nacional (National record)           | Recorde europeu       | Recorde europeu (European)            | DNF                        | Não terminou (Did not finish)             |   |                                      |
| Recorde pessoal       | Recorde pessoal do atleta (Personal best)    | Recorde da Oceania    | Recorde da Oceania (Oceania)          | DSQ / DQ                   | Desclassificado (Disqualified)            |   |                                      |
| Recorde da temporada  | Recorde da temporada do atleta (Season best) | Recorde sul-americano | Recorde sul-americano (South America) | NM                         | Sem marca (No mark)                       |   |                                      |